# Polarisator

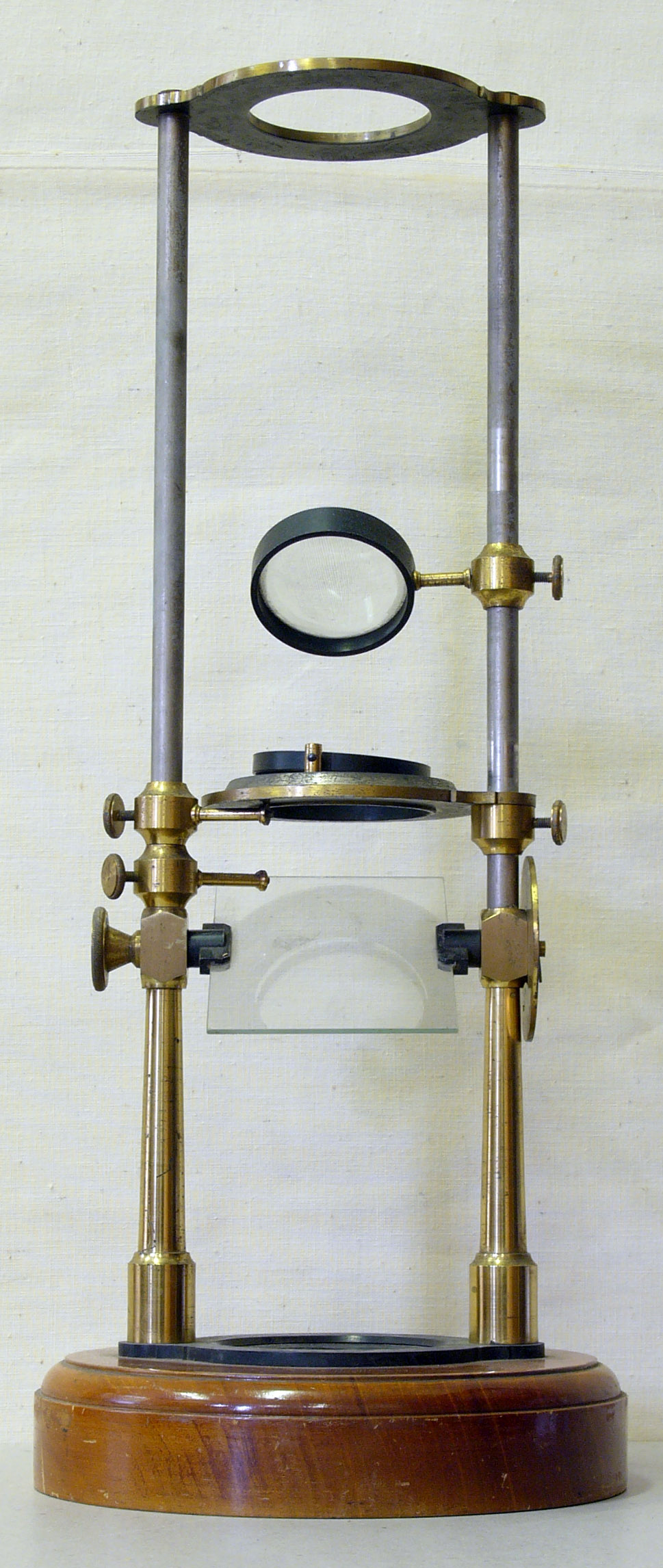
Polarisationsapparat nach Nörrenberg für den Physikunterricht

Ein Polarisator ist ein Bauteil, das elektromagnetische Wellen, z. B. sichtbares Licht, mit einer bestimmten Polarisation aus nicht, teilweise oder anders polarisierten elektromagnetischen Wellen herausfiltert. Polarisatoren nutzen folgende Mechanismen, um die unterschiedlichen Polarisationen der einfallenden Wellen zu trennen: Dichroismus (auch: selektive Absorption genannt), Reflexion, Doppelbrechung, Streuung und Beugung.
Polarisatoren, die eine linear polarisierte elektromagnetische Welle erzeugen, werden Linearpolarisatoren, auch linearer Polarisator, genannt. Das Gesetz von Malus beschreibt quantitativ die Aufteilung linear polarisierter Strahlung in die beiden Komponenten. Analog dazu bezeichnet man Polarisatoren, die zirkular polarisiertes Licht erzeugen, als Zirkularpolarisator.
Polarisatoren sind für die Funktion der Flüssigkristallanzeigen von Computermonitoren und Mobiltelefonen unverzichtbar. Polarisationsmikroskope und viele Methoden der Spektroskopie setzen Polarisatoren ein, um den Einfluss der Probe auf die Polarisation des Lichts zu untersuchen. In der Fotografie werden Polarisationsfilter eingesetzt, um Reflexe an Glasscheiben zu vermindern oder das Blau des Himmels intensiver erscheinen zu lassen. Auch in einigen Sonnenbrillen werden sogenannte Polarisationsgläser eingesetzt, die den gleichen Effekt haben. Diese sind bei Anglern beliebt, da sie die Spiegelungen der Wasseroberfläche vermindern und somit Fische leichter lokalisierbar machen.
Ein Polarisator, der benutzt wird, um vorhandene Polarisation festzustellen oder zu messen, heißt auch Analysator.

## Funktionsweise
Ein Polarisator filtert einfallende Strahlung so, dass nur Strahlung mit einer Polarisationsrichtung seinen Ausgang verlässt. Dies lässt sich mit unterschiedlichen physikalischen Effekten erreichen. Bei manchen dieser Prinzipien gelangt der Anteil der Strahlung, der eine unpassende Polarisationsrichtung hat, an einen zweiten Ausgang. Bei anderen Prinzipien absorbiert das Bauteil diesen Anteil.

### Polarisation durch Dichroismus
Ein dichroitischer Polarisator, ein Polarisator, der auf dem Dichroismus basiert, absorbiert die beiden Komponenten von linear polarisiertem Licht stark asymmetrisch, das heißt, eine der Komponenten wird stark absorbiert, die andere im Wesentlichen transmittiert.
Bei Polarisatoren aus dichroitischen Kristallen hängt die Absorption von der Polarisationsrichtung relativ zur optischen Achse ab. Durch einfaches Drehen dieser Kristalle lässt sich erreichen, dass nur die gewünschte Polarisationsrichtung durchgelassen wird.
Die Kosten für solche Einkristalle steigen jedoch mit zunehmender Kristallgröße erheblich, so dass für großflächige Polarisatoren nach Alternativen gesucht wurde. Einen dieser alternativen Polarisatoren entwickelte Edwin Herbert Land. Er basierte auf der parallelen Anordnung von nadelförmigen dichroitischen Herapathit-Kristalliten auf einer Folie, der sogenannten J-Folie (engl. J-sheet, ca. 1930).
Nach einem ähnlichen Prinzip funktioniert die sogenannte H-Folie (H-sheet, Edwin Herbert Land, 1938). Sie besteht aus einer Polyvinylalkohol-Folie (PVA), deren konjugierte Ketten Chromophore darstellen, also Licht absorbieren. Durch Dotierung mit Jod entstehen in den Ketten bewegliche Löcher, was die Absorption für Licht, das parallel zu den Ketten polarisiert ist, aus dem UV-Bereich in den sichtbaren Bereich verschiebt. Eine parallele Ausrichtung der zunächst ungeordneten Ketten erreichte Land, indem er die PVA-Folie in einer Richtung streckte („reckte“). Heutzutage werden anstelle von PVA-Folien auch Folien aus Zellulosehydrat genutzt (vgl. Polarisationsfilter).

### Polarisation durch Doppelbrechung
Polarisatoren, deren Wirkung auf den doppelbrechenden Eigenschaften der verwendeten Materialien basiert, werden allgemein als Polarisationsprismen bezeichnet. Bei doppelbrechenden Materialien hängt der Brechungsindex von der Polarisation des Lichtes ab, daraus folgt, dass Licht unterschiedlicher (linearer) Polarisation unterschiedlich gebrochen wird, das heißt, die senkrecht zueinander polarisierten Anteile des Lichtes nehmen unterschiedliche Wege durch das Material und können auf diese Weise getrennt werden.
Die in der Praxis üblicherweise verwendeten doppelbrechenden Polarisatoren sind Prismen vom Nicol-Typ, z. B. Nicol-Prisma, und die Glan-Typ-Prismen, z. B. Glan-Thompson-Prisma, die erstere in modernen Anwendungen aufgrund besserer Eigenschaften weitgehend verdrängt haben. Zudem gibt es noch ältere Polarisationsprismen, bei denen beide Polarisationen aus der Endfläche in unterschiedlichen Winkeln austreten und daher als Strahlteiler wirken, hierzu zählt unter anderem  das Rochon-Prisma.
Darüber hinaus gibt es noch eine Vielzahl weiterer polarisierender Prismen, die sich vorrangig in der Anordnung der doppelbrechenden Kristalle unterscheiden. Aus der Anordnung ergibt sich auch, ob nur eine bestimmte Polarisation oder ob beide Strahlen in unterschiedlichen Austrittswinkeln das Gesichtsfeld erreichen.

Strahlenverlauf in ausgewählten Polarisationsprismen
Wollaston-Prisma
Rochon-Prisma
Nicols-Prisma
Glan-Thompson-Prisma

Polarisatoren, bei denen beide Polarisationen im Gesichtsfeld erscheinen, sind:
- Hofmann-Prisma
- Soret-Prisma
- Wollaston-Prisma
  - Nomarski-Prisma
  - Rochon-Prisma
  - Sénarmont-Prisma

Polarisatoren, bei denen nur eine Polarisation im Gesichtsfeld erscheint, sind:
- Nicol-Typ bzw. Nicol-Prismen
  - nicolsches Prisma[1]
  - verkürztes nicolsches Prisma
  - nicolsches Prisma mit geraden Endflächen
  - ahrenssches Nicol-Prisma[1]
  - thompsonsches Prisma
  - Nicol-Halle-Prisma (nach Bernhard Halle)
  - Hartnack-Prażmowski-Prisma[1]
  - Foucault-Prisma[1]
- Glan-Typ bzw. Glan-Prismen: Zeichnen sich durch zur optischen Achse geschliffene Einfallsflächen aus.
  - Glan-Thompson-Prisma[1]
  - Glan-Foucault-Prisma
    - Glan-Taylor-Prisma[1]

  - Lippich-Prisma[1] (nach Ferdinand Franz Lippich (1838–1913))
    - Marple-Hess-Prisma[1]

  - Frank-Ritter-Prisma[1]
- Prismen bestehend aus 3 oder mehr Teilprismen
  - Ahrens-Prisma
- Feußner-Prisma[1]: Hier wird die Polarisation durch eine dünne Schicht aus doppelbrechendem Material erzeugt

### Polarisation durch Reflexion

Schema eines auf dem Brewster-Winkel basierenden Polarisators. Um den Grad der Polarisation zu erhöhen, sind mehrere Einzelpolarisatoren hintereinander platziert

Fällt unpolarisiertes Licht unter dem Brewster-Winkel auf eine Glasplatte, ist der reflektierte Teil linear, und zwar senkrecht zur Einfallsebene des Lichtes, polarisiert. Der transmittierte Anteil ist nur teilweise polarisiert. Lässt man dieses Licht jedoch durch mehrere Platten unter dem Brewster-Winkel laufen, lässt sich auch dieser Anteil linear polarisieren. Die Polarisationsebene ist hierbei parallel zur Einfallsebene.
Elektromagnetische Wellen im Zentimeter- bis Mikrometerbereich lassen sich mit einem Drahtgitterpolarisator polarisieren. Dieser wirkt für die (elektrische) Polarisationskomponente parallel zu den Drähten wie ein vollflächiger Metallspiegel, für die senkrechte Komponente ist er als Isolator durchsichtig.
Auch zirkular polarisiertes Licht lässt sich durch spezielle Reflexion erzeugen. Beispielsweise kann einfallendes, 45° linear polarisiertes Licht durch Totalreflexion in einem Glaskörper spezieller Geometrie in zirkular polarisiertes Licht umgewandelt werden, siehe fresnelsches Parallelepiped.

## Anwendungen

### Optik
Neben der Erzeugung von polarisiertem Licht können Polarisatoren auch als Filter dienen. So kann beispielsweise eine Kombination von zwei drehbar hintereinander gebauten Polarisatoren als „variabler Abschwächer“ von unpolarisiertem Licht Verwendung finden.
Auch in der Fotografie werden Polarisationsfilter eingesetzt, siehe Polarisationsfilter. Dabei wird eine bestimmte Polarisationskomponente herausgefiltert, um beispielsweise unerwünschte Reflexionen auf Gewässern oder Glasscheiben abzuschwächen.
Eine weitere Anwendung von Polarisatoren  findet sich in Polarisationsmodulatoren.

### Polarimetrie
In der Analytik werden Polarisatoren immer paarweise in Polarimetern verwendet, um über den Drehwert den Gehalt oder die Reinheit einer optisch aktiven Substanz zu bestimmen.

### Satellitenempfangsanlagen
Polarisatoren werden auch in Satellitenempfangsanlagen eingesetzt; wobei in entsprechenden Beschreibungen und im Techniker-Sprachgebrauch oft auch der englischsprachige Begriff polarizer verwendet wird. Ein Polarisator dient bei einer Empfangsanlage mit nur einem LNB-Erreger dazu, auch den Empfang von Frequenzen in einer anderen elektromagnetischen Polarität (x/y) zu ermöglichen. Dabei dreht der Polarisator das von einem Satellitenspiegel konzentrierte elektromagnetische Feld stufenlos in jene optimale Position. So wird beim Empfang durch den LNB-Erreger die größtmögliche Feldstärke und die beste Kreuzmodulations-Entkopplung ermöglicht. Der gewünschte Drehwinkel (vgl. Skew) wird vom Sat-Receiver durch analoge oder digitale Steuersignale vorgegeben.
Sat-Empfangsanlagen mit Polarisator eignen sich daher besonders für Sat-Drehanlagen, welche eine stufenlose Anpassung der Polarisation je Satellitenposition benötigen. Polarisatoren werden bei feststehenden Sat-Empfangsanlagen heute durch kostengünstige LNB mit zwei integrierten Erregerantennen in x/y-Anordnung aufgehoben.

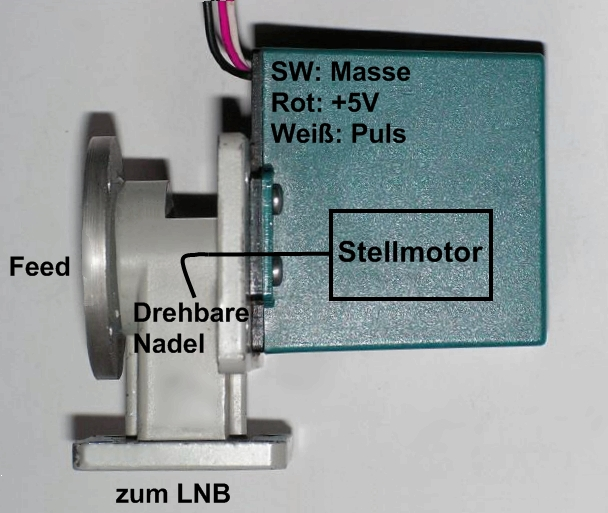
Polarisationssteuerung durch einen drehbaren Reflektor

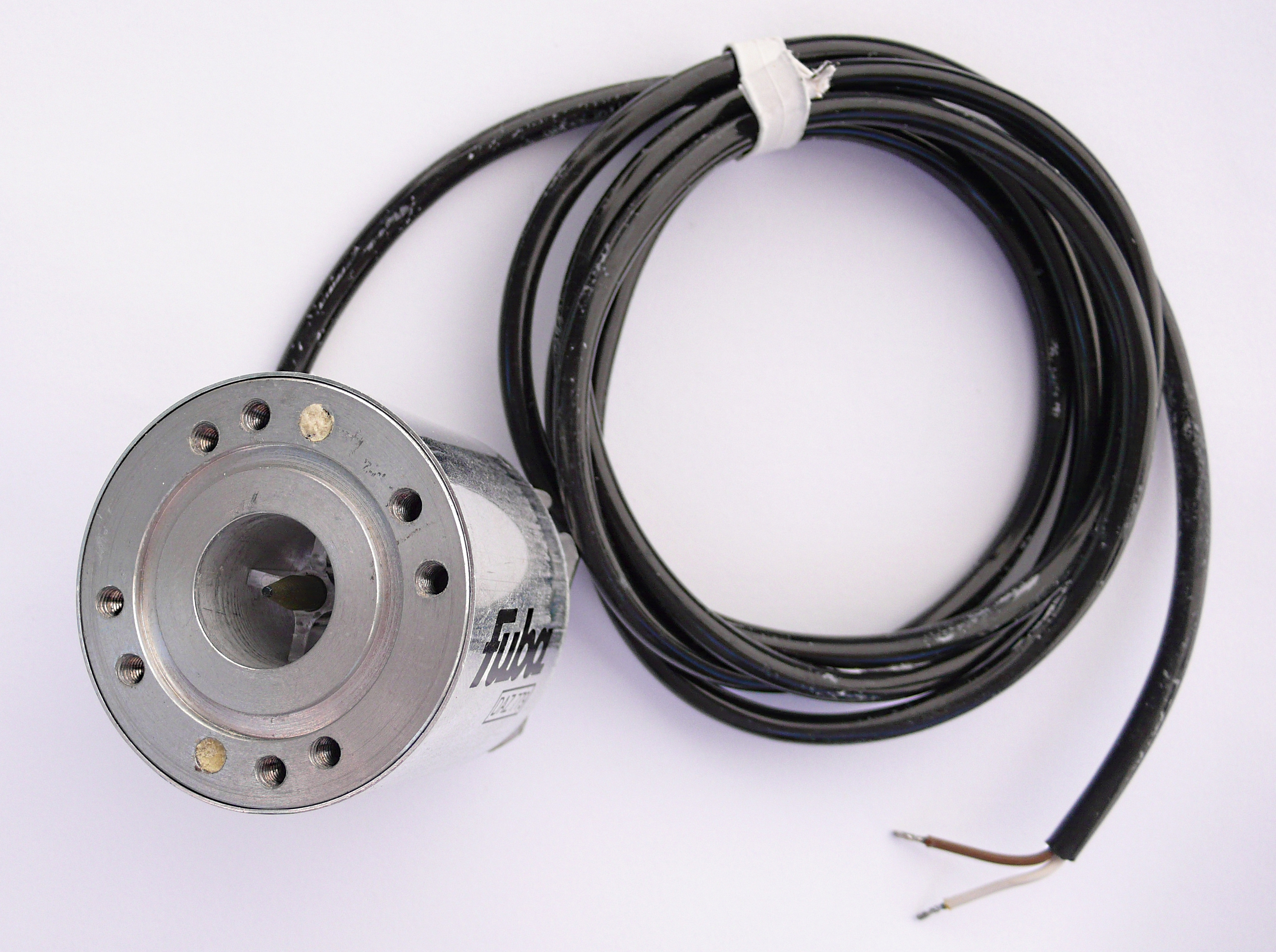
Polarisationssteuerung durch magnetisierten Ferritstab

Es gibt drei wesentliche Bauformen von Polarisatoren, die in Satellitenempfangsanlagen eingesetzt werden:
1. Mechanische: Die gewünschte Polarität wird durch eine kleine drehbare Dipolantenne selektiert.
2. Magnetische: Element der Parabolantenne, welches aus einer Spule und einer zirkularen Wellenführung besteht. Der Strom in der Spule erzeugt in einem Ferritstab ein magnetisches Feld, welches in der Lage ist zu polarisieren. Mit dieser Technik ist es möglich, einen Kanal einer Polarität zu empfangen, während man einen Kanal einer anderen Polarität unterdrückt.
3. Mechanische Drehvorrichtungen, welche ein gesamtes LNB in eine zum Empfang gewünschte Polarisation drehen.